# Eddie Powers Memorial Trophy
Eddie Powers Memorial Trophy är ett årligt pris som tilldelas till den spelare som har lyckats göra flest mål i den nordamerikanska ishockeyligan Ontario Hockey League under en säsong. Den före detta ishockeyspelaren Ted Sloan var den förste spelaren som fick ta emot priset säsongen 1945–46.

## Vinnarna av Eddie Powers Memorial Trophy
- 2012–13: Vincent Trocheck, Saginaw Spirit & Plymouth Whalers
- 2011–12: Michael Sgarbossa, Sudbury Wolves
- 2010–11: Tyler Toffoli, Ottawa 67′s & Jason Akeson, Kithener Rangers
- 2009–10: Tyler Seguin, Plymouth Whalers & Taylor Hall, Windsor Spitfires
- 2008–09: John Tavares, London Knights
- 2007–08: Justin Azevedo, Kitchener Rangers
- 2006–07: Patrick Kane, London Knights
- 2005–06: Rob Schremp, London Knights
- 2004–05: Corey Perry, London Knights
- 2003–04: Corey Locke, Ottawa 67's
- 2002–03: Corey Locke, Ottawa 67's
- 2001–02: Nathan Robinson, Belleville Bulls
- 2000–01: Kyle Wellwood, Belleville Bulls
- 1999–2000: Sheldon Keefe, Barrie Colts
- 1998–99: Peter Sarno, Sarnia Sting
- 1997–98: Peter Sarno, Windsor Spitfires
- 1996–97: Marc Savard, Oshawa Generals
- 1995–96: Aaron Brand, Sarnia Sting
- 1994–95: Marc Savard, Oshawa Generals
- 1993–94: Jason Allison, London Knights
- 1992–93: Andrew Brunette, Owen Sound Platers
- 1991–92: Todd Simon, Niagara Falls Thunder
- 1990–91: Eric Lindros, Oshawa Generals
- 1989–90: Keith Primeau, Niagara Falls Thunder
- 1988–89: Bryan Fogarty, Niagara Falls Thunder
- 1987–88: Andrew Cassels, Ottawa 67's
- 1986–87: Scott McCrory, Oshawa Generals
- 1985–86: Ray Sheppard, Cornwall Royals
- 1984–85: Dave MacLean, Belleville Bulls
- 1983–84: Tim Salmon, Kingston Canadians
- 1982–83: Doug Gilmour, Cornwall Royals
- 1981–82: Dave Simpson, London Knights
- 1980–81: John Goodwin, Sault Ste. Marie Greyhounds
- 1979–80: Jim Fox, Ottawa 67's
- 1978–79: Mike Foligno, Sudbury Wolves
- 1977–78: Bobby Smith, Ottawa 67's
- 1976–77: Dwight Foster, Kitchener Rangers
- 1975–76: Mike Kaszycki, Sault Ste. Marie Greyhounds
- 1974–75: Bruce Boudreau, Toronto Marlboros
- 1973–74: Jack Valiquette, Sault Ste. Marie Greyhounds & Rick Adduono, St. Catharines Black Hawks
- 1972–73: Blake Dunlop, Ottawa 67's
- 1971–72: Dave Gardner & Billy Harris, Toronto Marlboros
- 1970–71: Marcel Dionne, St. Catharines Black Hawks
- 1969–70: Marcel Dionne, St. Catharines Black Hawks
- 1968–69: Réjean Houle, Canadien junior de Montréal
- 1967–68: Tom Webster, Niagara Falls Flyers
- 1966–67: Derek Sanderson, Niagara Falls Flyers
- 1965–66: Andre Lacroix, Peterborough Petes
- 1964–65: Ken Hodge, St. Catharines Black Hawks
- 1963–64: Andre Boudrias, Canadien junior de Montréal
- 1962–63: Wayne Maxner, Niagara Falls Flyers
- 1961–62: Andre Boudrias, Canadien junior de Montréal
- 1960–61: Rod Gilbert, Guelph Biltmore Mad Hatters
- 1959–60: Chico Maki, St. Catharines Tee Pees
- 1958–59: Stan Mikita, St. Catharines Tee Pees
- 1957–58: John McKenzie, St. Catharines Tee Pees
- 1956–57: Bill Sweeney, Guelph Biltmore Mad Hatters
- 1955–56: Stan Baliuk, Kitchener Canucks
- 1954–55: Hank Ciesla, St. Catharines Tee Pees
- 1953–54: Brian Cullen, St. Catharines Tee Pees
- 1952–53: Jim McBurney, Galt Black Hawks
- 1951–52: Ken Laufman, Guelph Biltmore Mad Hatters
- 1950–51: Lou Jankowski, Oshawa Generals
- 1949–50: Earl Reibel, Windsor Spitfires
- 1948–49: Bert Giesebrecht, Windsor Spitfires
- 1947–48: George Armstrong, Stratford Kroehlers
- 1946–47: Fleming Mackell, Toronto St. Michael's Majors
- 1945–46: Tod Sloan, Toronto St. Michael's Majors